# Sa, Burkina Faso
Sa är en ort i Burkina Faso.   Den ligger i regionen Centre-Ouest, i den centrala delen av landet, 30 km väster om huvudstaden Ouagadougou. Sa ligger 335 meter över havet och antalet invånare är 1 442.
Terrängen runt Sa är mycket platt. Närmaste större samhälle är Tanghin-Dassouri, 15,5 km öster om Sa.
Omgivningarna runt Sa är en mosaik av jordbruksmark och naturlig växtlighet. Runt Sa är det ganska tätbefolkat, med 199 invånare per kvadratkilometer.